# Estherville
Estherville ist eine Kleinstadt (mit dem Status „City“) und Verwaltungssitz des Emmet County im Norden des US-amerikanischen Bundesstaates Iowa. Das U.S. Census Bureau hat bei der Volkszählung 2020 eine Einwohnerzahl von 5.904 ermittelt.

## Geografie
Estherville liegt im Norden Iowas rund 11 km südlich der Grenze zu Minnesota. Die Stadt liegt beiderseits des oberen Des Moines River auf 43°24′16″ nördlicher Breite und 94°50′1″ westlicher Länge und erstreckt sich über 13,5 km².
Am südwestlichen Stadtrand beginnt der Fort Defiance State Park, ein 77 Hektar großes Freizeit- und Erholungsgebiet. Die Iowa Great Lakes liegen im benachbarten Dickinson County rund 25 km westlich von Estherville.
Nachbarorte von Estherville sind Superior (10,3 km westnordwestlich), Petersburg in Minnesota (22,3 km nordnordwestlich), Gruver (11,1 km östlich) und Wallingford (10,6 km südlich).
Die nächstgelegenen größeren Städte sind  South Dakotas größte Stadt Sioux Falls (182 km westlich), Rochester in Minnesota (247 km ostnordöstlich), Minnesotas größte Stadt Minneapolis (263 km nordöstlich), Iowas Hauptstadt Des Moines (302 km südöstlich) und Nebraskas größte Stadt Omaha (321 km südwestlich).

## Namensherkunft
Der Ort ist benannt nach Esther A. Ridley, die zu den ersten weißen weiblichen Siedlern in dieser Gegend gehörte.

## Geschichte
Am späten Nachmittag des 10. Mai 1879 wurde der Fall eines insgesamt vermutlich 320 kg schweren Meteoriten nahe der Stadt (43° 25′ 0″ N, 94° 50′ 0″ W) beobachtet. Er zerbrach mit weit hörbaren Explosionsgeräuschen in zwei große, 195 kg und 65 kg schwere, sowie mehrere kleinere Teile. Die Besonderheit des in der Meteoritical Bulletin Database als Estherville-Meteorit geführten Fundes ist zum einen seine seltene Zusammensetzung, die als Mesosiderit bezeichnet wird und zum anderen, dass es der massivste von bisher nur sieben beobachteten Mesosideritfällen ist. Estherville ist zudem die Typlokalität (erster Fundort) für die darin entdeckten Minerale Stanfieldit und Tetrataenit.
Der Serienmörder Robert Christian Hansen wurde in Estherville geboren.

## Verkehr
Im Zentrum von Estherville kreuzt der in Nord-Süd-Richtung verlaufende Iowa Highway 4 den Iowa Highway 9.
In Estherville treffen mehrere Bahnlinien verschiedener Bahngesellschaften zusammen.
Der Estherville Municipal Airport befindet sich 7 km östlich der Stadt.

## Demografische Daten
Nach der Volkszählung im Jahr 2010 lebten in Estherville 6360 Menschen in 2642 Haushalten. Die Bevölkerungsdichte betrug 471,1 Einwohner pro Quadratkilometer.
Ethnisch betrachtet setzte sich die Bevölkerung zusammen aus 90,6 Prozent Weißen, 0,8 Prozent Afroamerikanern, 0,7 Prozent amerikanischen Ureinwohnern, 0,6 Prozent Asiaten sowie aus anderen ethnischen Gruppen; 1,0 Prozent stammten von zwei oder mehr Ethnien ab. Unabhängig von der ethnischen Zugehörigkeit waren 11,0 Prozent der Bevölkerung spanischer oder lateinamerikanischer Abstammung.
In den 2642 Haushalten lebten statistisch je 2,29 Personen.
23,2 Prozent der Bevölkerung waren unter 18 Jahre alt, 58,8 Prozent waren zwischen 18 und 64 und 18,0 Prozent waren 65 Jahre oder älter. 49,7 Prozent der Bevölkerung war weiblich.

Das jährliche Durchschnittseinkommen eines Haushalts lag bei 40.216 USD. Das Prokopfeinkommen betrug 21.860 USD. 16,1 Prozent der Einwohner lebten unterhalb der Armutsgrenze.

## Söhne und Töchter der Stadt
- Cuthbert Hurd (1911–1996), Mathematiker, Computerunternehmer, Manager
- Matt Downs (* 1973), Autorennfahrer